# Grampeado em Público - Volume II
Grampeado em Público - Volume II é o segundo álbum ao vivo do cantor e compositor brasileiro Marcelo Nova, gravado ao vivo em Jandaia do Sul, no Paraná, em junho de 1999 e lançado no mesmo ano. O disco foi gravado e produzido por um fã de Marcelo Nova, chamado Luís Augusto Conde e fazia parte de um projeto maior de lançar discos com shows da turnê produzidos e distribuídos de forma independente.

## Faixas
| N.º | Título                  | Compositor(es)                              | Duração |  |
| 1.  | "Gotham City"           | Capinan / Macalé                            |         |  |
| 2.  | "O Adventista"          | Karl Hummel/ Marcelo Nova                   |         |  |
| 3.  | "Coração Satânico"      | Marcelo Nova                                |         |  |
| 4.  | "O Ponteiro Tá Subindo" | Marcelo Nova                                |         |  |
| 5.  | "Só o Fim"              | Gustavo Mullem / Karl Hummel / Marcelo Nova |         |  |

## Banda
- Marcelo Nova - Vocal
- Johnny Boy - Guitarra
- Lu Stopa - Baixo
- Denis Mendes - Bateria